# Présentevillers
 Présentevillers  es una población y comuna francesa, en la región de Franco Condado, departamento de Doubs, en el distrito de Montbéliard y cantón de Montbéliard-Ouest.

## Demografía
| 248 | 309 | 398 | 514 | 489 | 489 |
| Para los censos de 1962 a 1999 la población legal corresponde a la población sin duplicidades (Fuente: INSEE [Consultar]) |     |     |     |     |     |